# エスクード
エスクード (escudo [ɨʃˈkudu]) は現在カーボベルデ共和国で通用している通貨単位、および、かつてポルトガル及びその植民地などにおいて用いられていた通貨単位。  
ポルトガル語で「盾」の意であり、ジョアン5世の時代から鋳造されていたエスクード金貨は片面は王の肖像、もう一面は盾（ポルトガルの国章）をあしらっていた。

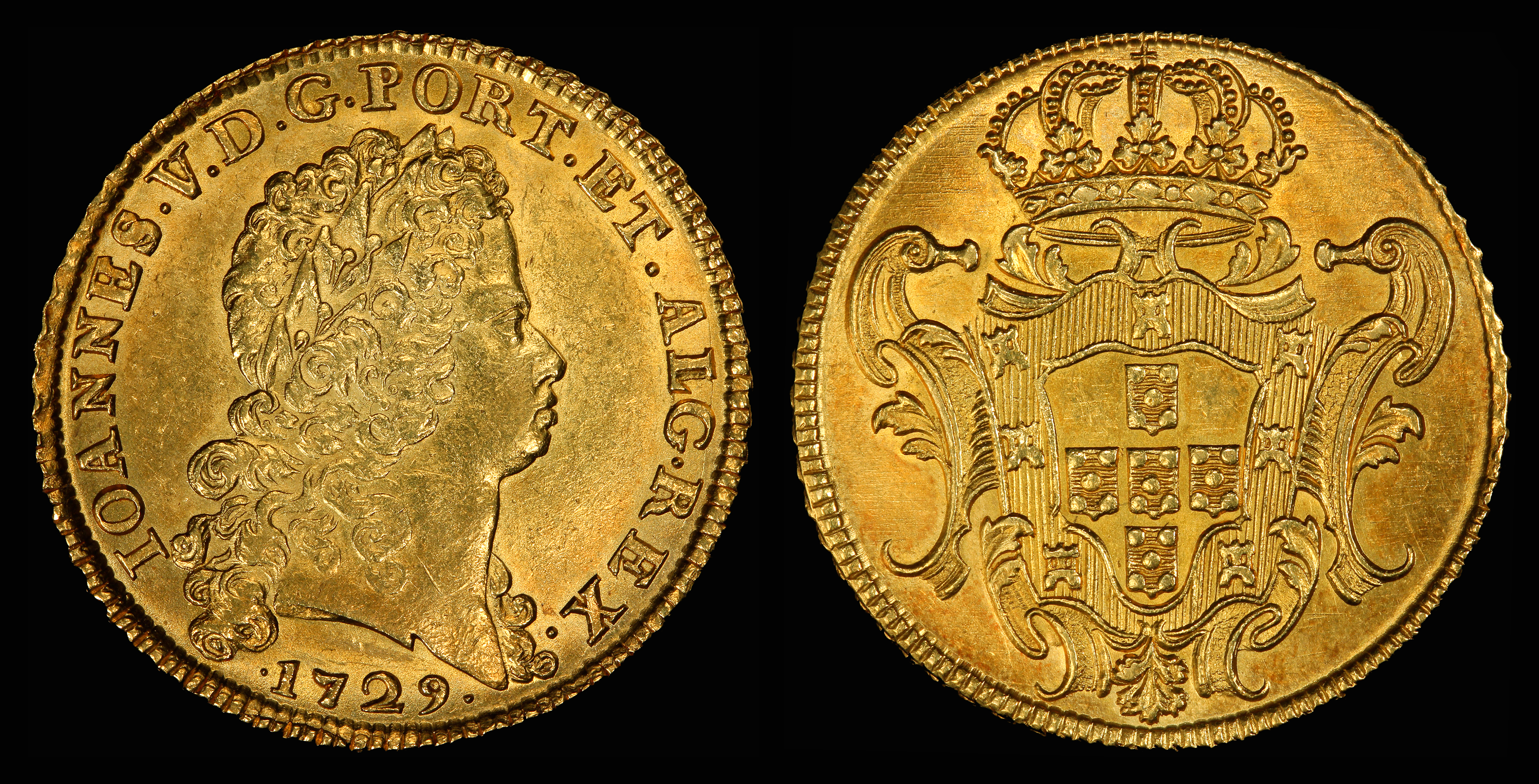
ジョアン5世時代の8エスクード金貨

## 現行通貨
- カーボベルデ・エスクード

## 廃止された通貨
- ポルトガル・エスクード

旧ポルトガル植民地
- アンゴラ・エスクード
- サントメ・プリンシペ・エスクード
- ポルトガル領インド・エスクード
- ポルトガル領ギニア・エスクード
- ポルトガル領チモール・エスクード
- モザンビーク・エスクード

上記以外
- スペイン・エスクード
- チリ・エスクード